# Carmen Herrera (peintre)
Pour les articles homonymes, voir Carmen Herrera et Herrera.
Carmen Herrera, née le 31 mai 1915 à La Havane à Cuba et morte le 12 février 2022 à Manhattan, est une artiste peintre cubano-américaine.
Vivant à New York à partir du milieu des années 1950, elle peint des œuvres abstraites et minimalistes et connaît un succès tardif, elle vend son premier tableau en 2004 à l'âge de 89 ans.

## Biographie
Carmen Herrera se forme d'abord à l’architecture à Cuba, puis, à la suite d'un voyage à Paris (en 1948), elle se tourne vers la peinture et s'installe à New York. Dans les années 1940, elle suit les cours de l’Art Students League of New York.

### Le Salon des réalités nouvelles
Venue à Paris, elle est accueillie par son frère John, consul de Cuba et réside chez l'écrivain et sculpteur Jean Longuet. Elle rencontre les peintres Marie Raymond et Fred Klein, parents d'Yves Klein. Herrera abandonne la figuration, son travail hésite alors entre l'abstraction géométrique et l'abstraction lyrique et gestuelle. Elle devient membre du Salon des réalités nouvelles, expérience fondatrice de son art ; là elle croise Barbara Hepworth, Auguste Herbin, Serge Charchoune ou Ben Nicholson.
Fredo Sidés, président du Salon, commente en 1949 son œuvre : « Il y a beaucoup de peinture dans cette peinture, Madame. » Heureuse de ce compliment, elle réalise plus tard qu'il lui recommandait de simplifier son art.
Elle participe à cinq salons de 1949 à 1954. En 1951, elle participe à l'exposition « Textiles pour des Artistes français et étrangers », puis à « Art cubain Contemporain » au musée d'Art moderne de la ville de Paris. La même année, elle expose également à Cuba.
Elle explique que ses premiers essais ont été des aquarelles et des gravures sur bois et qu'elle admirait les artistes brésiliennes Lygia Clark et Lygia Pape.
Son art est aujourd'hui rapproché de la peinture minimaliste et des travaux de Frank Stella, d'Ellsworth Kelly ou encore d'Agnes Martin.

## Reconnaissance
Si Carmen Herrera n'a jamais cessé de peindre, elle doit sa tardive célébrité à Frederico Sève, qui expose ses travaux en 2004 dans sa Latin Collector Gallery de Manhattan auprès d'œuvres d'autres artistes femmes issues de l’abstraction géométrique. En découvrant ses toiles, un journaliste de The New York Times qualifie son art d'« abstrait aux motifs linéaires tranquillement jazzy ».
Depuis le début des années 2000, ses toiles sont entrées dans les collections du Hirshhorn Museum de Washington, du MoMA ou de la Tate Modern de Londres.
En 2015, le travail de l'artiste est au cœur du documentaire The 100 Years Show, dirigé par Alison Klayman. La réalisatrice capture les instants de création de Carmen Herrera à la veille de son centième anniversaire. Elle est alors en pleine préparation de la première rétrospective de sa carrière au Whitney Museum of American Art de New York, ainsi que d'une seconde exposition à la Lisson Gallery,.
En janvier 2019, sa peinture Blanco Y Verde (1966-1967) est vendue 2,9 millions de dollars chez Sotheby's, un record pour une œuvre de l'artiste.

## Expositions
- Salon des Réalités Nouvelles, musée d'Art Moderne, Paris, de 1949 à 1954[16].
- Carmen Herrera: A Retrospective 1951–1984, The Alternative Museum, New York, 1984[17]
- Recent Works, Frederico Sève Gallery, New York, 2010
- Works on Paper 2010-2012, Lisson Gallery, Milan, 2013
- Carmen Herrera: Lines of Sight, Whitney Museum of American Art, 16 septembre 2016 - 9 janvier 2017[13]
- Carmen Herrera: Estructuras, Lisson Gallery, New York, 2018